# Алпийски скакалец
Алпийски скакалец (Dociostaurus genei) е вид скакалец, обитаващ високопланинските региони. Много рядък вид и рядко прави ята. В България се среща в Рила и Пирин и много рядко в Стара Планина.
Яде трева и понякога мъртви насекоми.